# هينتيروغ
هينتيروغ (بالإنجليزية: Hinterrugg)‏ هو أحد جبال سلسلة جبال الألب أبينزيل ويقع في كانتون سانت غالن في سويسرا. يحتل المرتبة رقم 348 في قائمة جبال سويسرا من حيث الارتفاع، إذ يبلغ ارتفاعه حوالي 2306 متر، بينما يبلغ ارتفاع نتوء الجبل 470 متر.